# وینکلر (دهانه)
وینکلر یک دهانه برخوردی در ماه‌ است.

## دهانه‌های اقماری
این دهانه ۳ دهانه اقماری دارد.
| Winkler | عرض جغرافیایی | طول جغرافیایی | قطر          |
| ------- | ------------- | ------------- | ------------ |
| A       | ۴۳.۸° N       | ۱۷۸.۴° W      | ۱۴.۰ کیلومتر |
| E       | ۴۲.۷° N       | ۱۷۷.۱° W      | ۱۸.۰ کیلومتر |
| L       | ۴۰.۰° N       | ۱۷۸.۴° W      | ۳۱.۰ کیلومتر |